# Trou-du-Nord
Trou-du-Nord (em crioulo, Twou dinò), é uma comuna do Haiti, situada no departamento do Nordeste e no arrondissement de Trou-du-Nord.

## Economia
A economia da cidade se baseia na pecuaria e agricultura, principalmente no cultivo da cana de açúcar e banana. Alem dessas atividades economicas, existe o proprio comercio local que movimenta a economia na região.